# Schloss Gratot

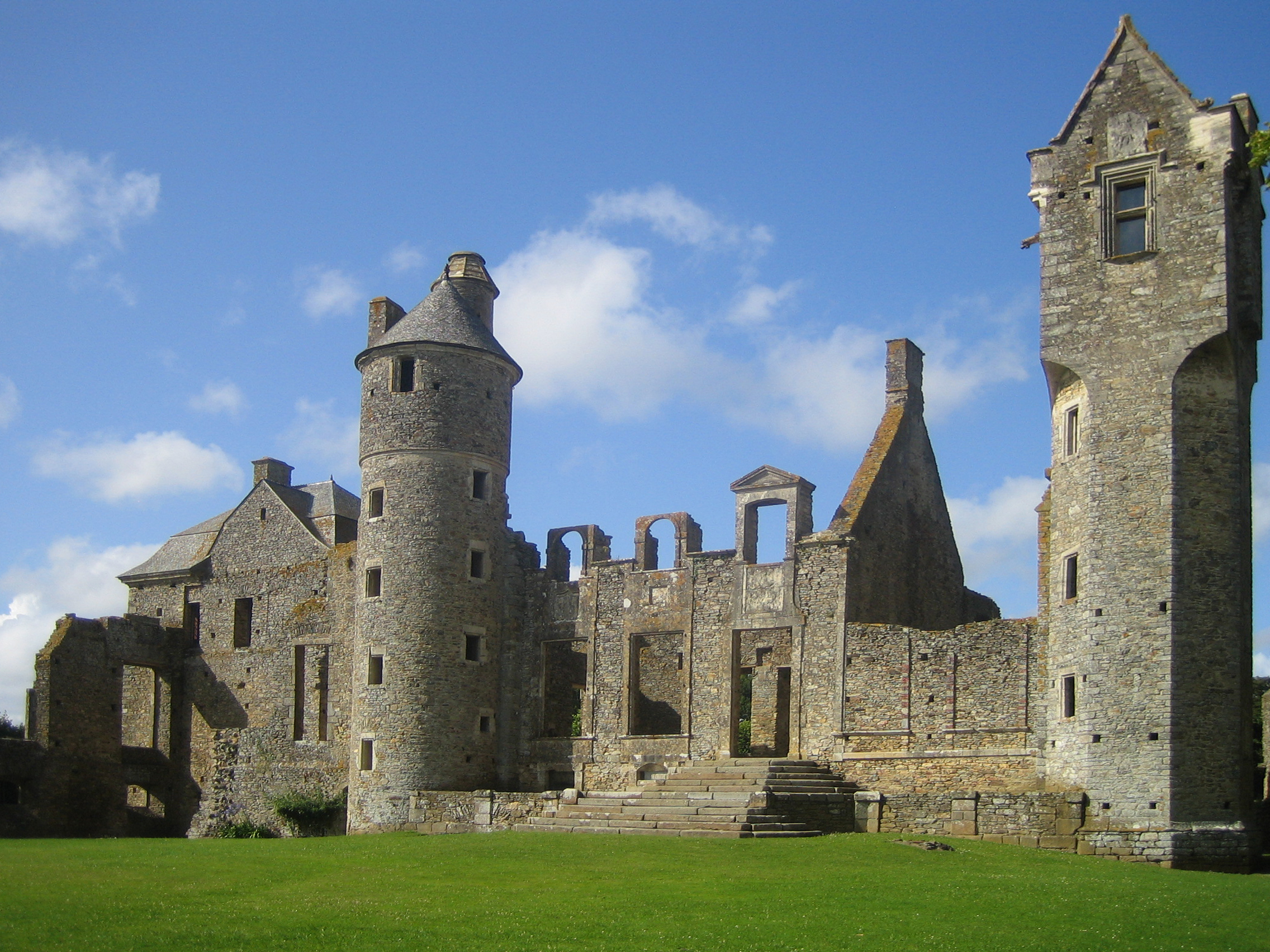
Das Schloss Gratot mit Rundturm (links) und dem Turm der Fee (rechts)

Das Schloss Gratot (französisch Château de Gratot) ist eine Schlossruine in der Gemeinde Gratot im Département Manche der französischen Region Normandie. Sie befindet sich ungefähr vier Kilometer nordwestlich der Stadt Coutances und etwa sieben Kilometer von der französischen Kanalküste entfernt.

## Geschichte
Die Anlage wurde im 13. Jahrhundert als Wasserburg errichtet und in den Jahrhunderten ihrer Geschichte mehrmals umgebaut und erweitert. Sie zeigt daher eine Vielzahl architektonischer Stile und ist vollständig von Wassergräben umgeben.
Erbauer war die Familie von Argouges, Barone von Gratot. Sie besaß umfangreichen Grundbesitz im Gebiet des heutigen Départements Manche, seit 1230 unter anderem die Stadt Granville. Die Gratot war von 1251 bis 1777 im Besitz der Familie.
Im 19. Jahrhundert erlebte die Anlage eine Reihe von Eigentümern, die sie stark vernachlässigten. Einheimische Bauern nutzten die Gebäude als Scheune und Lagerhaus. Zu Beginn des 20. Jahrhunderts wurde das Schloss endgültig aufgegeben.

## Restaurierung

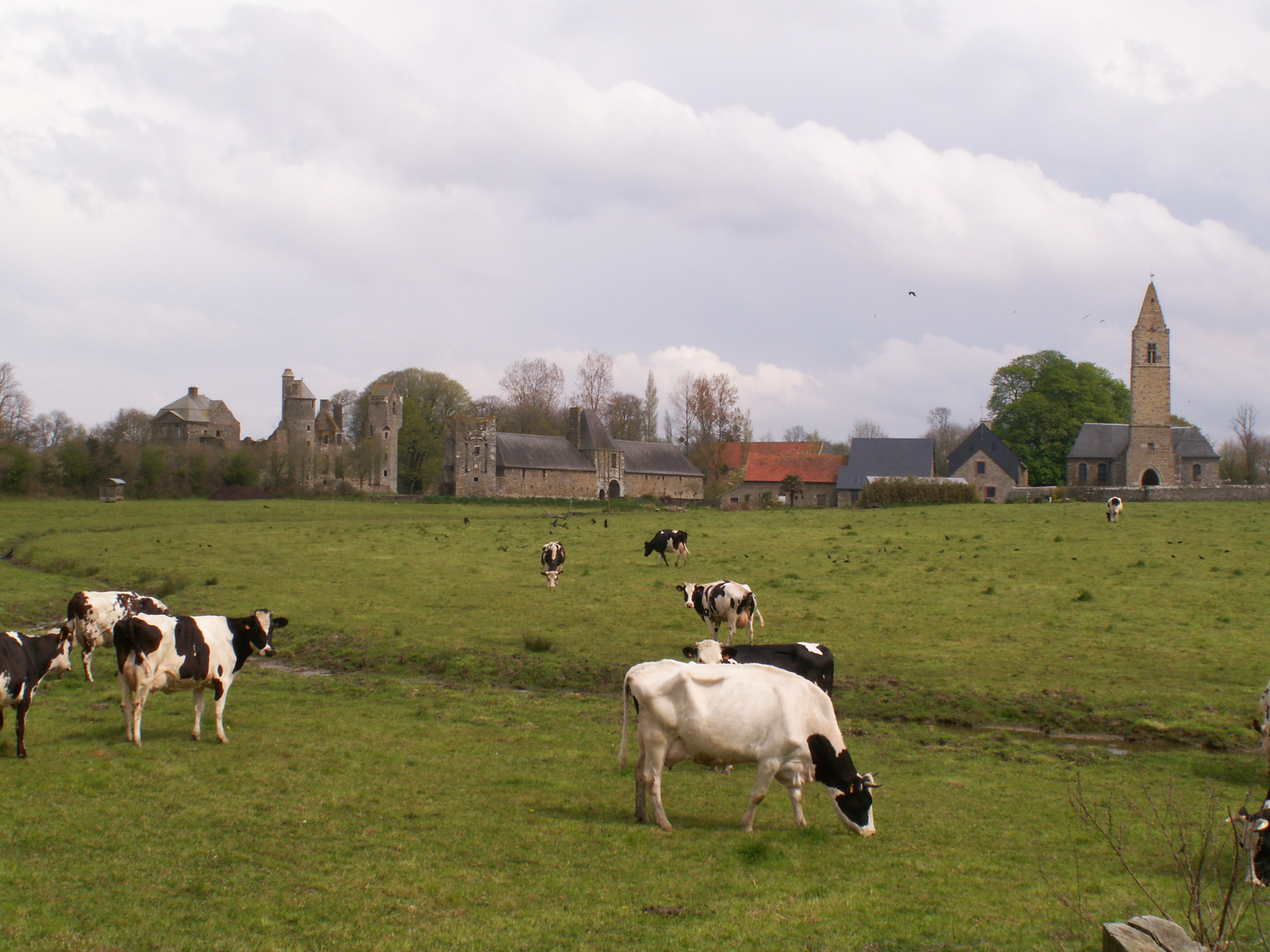
Schloss und Kirche von Gratot

1968 formierte sich eine private Initiative, die in den vergangenen Jahrzehnten die stark verfallenen Gebäude in ehrenamtlicher Arbeit restaurierte. Zu jenem Zeitpunkt waren das Erdgeschoss und die Gewölbekeller, die sich unter dem gesamten Kernbereich der Anlage erstrecken, mit Schutt verfüllt. Nur zwei Türme aus dem 13. Jahrhundert waren erhalten geblieben. Das Gemäuer war von Kletterpflanzen überwuchert und das Gelände durch Strauchbewuchs kaum zugänglich.
Die umfangreichsten Aufbauarbeiten erfolgten in den siebziger Jahren, als einige Gebäude, darunter zwei der Türme, wieder errichtet und begehbar gemacht wurden. Abbildungen aus historischen Dokumenten und Gemälde des 19. Jahrhunderts, die das Schloss als romantische Ruine zeigen, wurden für den Wiederaufbau herangezogen. Die jüngsten Renovierungsarbeiten konzentrieren sich auf die Gartenanlagen.
Die Finanzierung wurde vor allem vom französischen Kulturministerium (Ministère de la Culture) getragen. Das Schloss wird heute vom Kulturministerium als historisches Denkmal (Monument historique) und archäologisches Gelände (Site archéologique) geführt.

## Bauwerke
Haupteingang

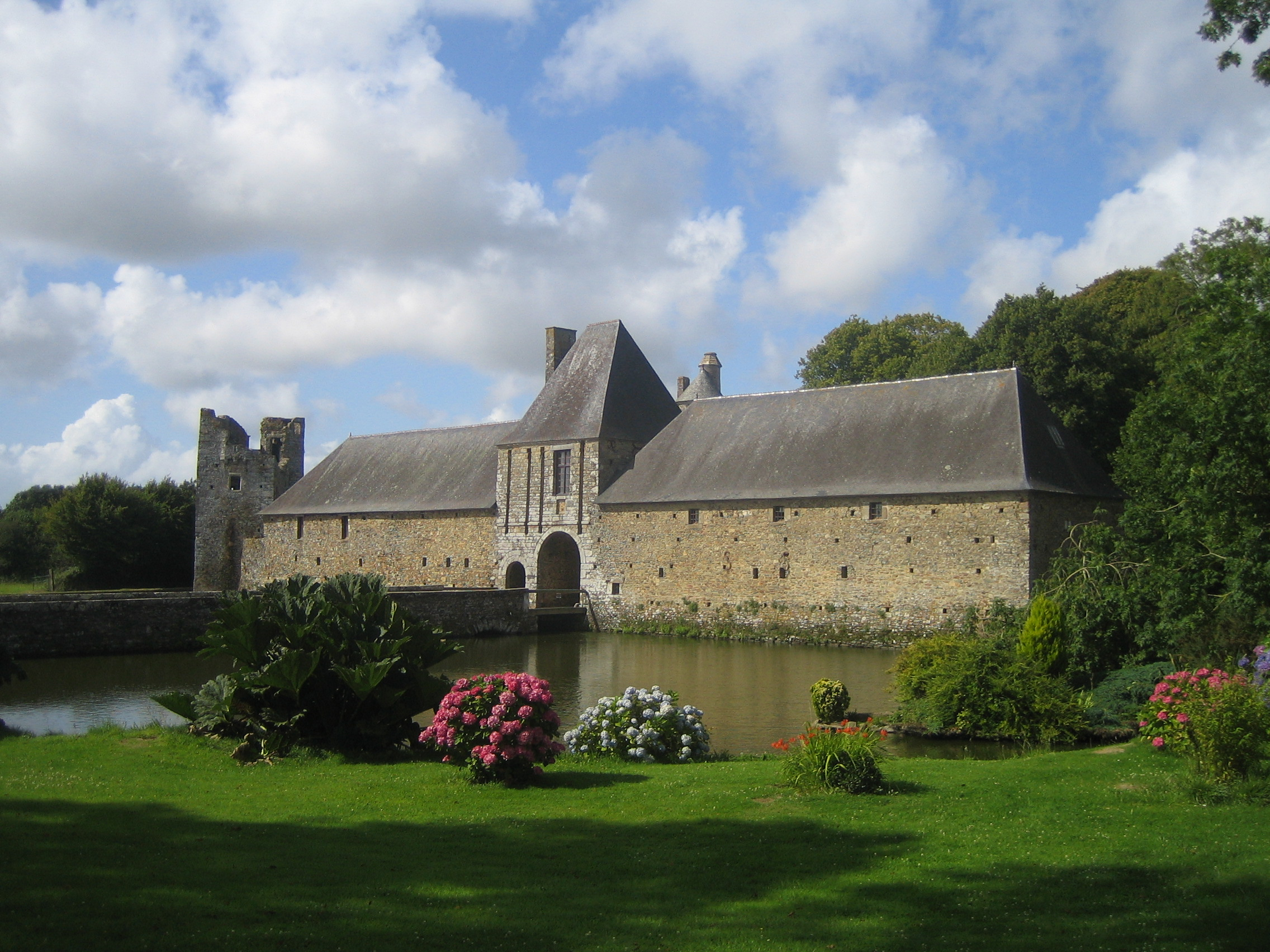
Brücke und Haupteingang des Schlosses

Eine Brücke mit drei Bögen überspannt den Schlossgraben und führt zum Hauptportal. Die Nebengebäude, die vor allem als Wirtschaftsgebäude genutzt wurden, schließen sich dem Portal an beiden Seiten an.
Haupthaus

Das Hauptwohngebäude aus dem 15. Jahrhundert mit einer Fassade im Stil des 17. Jahrhunderts hatte ursprünglich drei Etagen und etwa fünfzehn Zimmer. Sein Obergeschoss besaß Lukarnen. Die großen Fenster des Erdgeschosses sind Ergebnis einer Schleifung der Befestigungsanlagen und des Umbaus der Burganlage zu einem Schloss im 17. Jahrhundert.
Pavillon

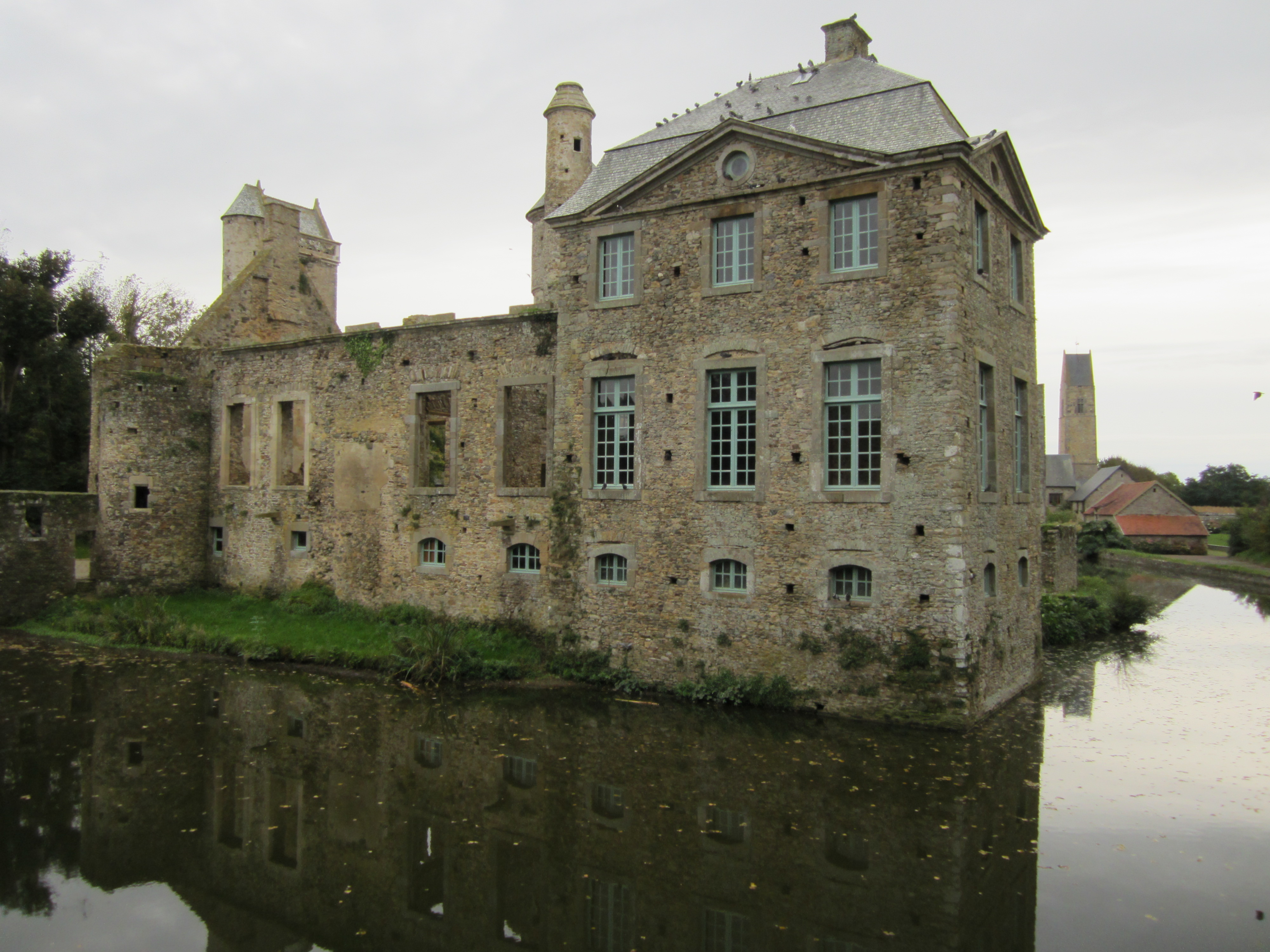
Der Pavillon

Der Pavillon, die jüngste Erweiterung, wurde im 18. Jahrhundert gebaut. Das Gebäude im Norden der Anlage wurde vollständig restauriert und mit einem Mansarddach gedeckt. Es wird für Ausstellungen und kulturelle Veranstaltungen genutzt.
Der Turm der Fee

Der Turm der Fee wurde Ende des 15. Jahrhunderts erbaut und ist durch starke Strebepfeiler gestützt. Seine Basis ist achteckig. Das Obergeschoss wird von einem rechteckigen Raum eingenommen und ist von einem Satteldach abgeschlossen, dessen Traufe mit Balustraden und Wasserspeiern verziert ist.
Der Name des Turms beruht auf einer Sage, ähnlich der Legende der Melusine. Vermutet wird, dass die Familie Argouges diese Sage aus Prestigegründen mit der eigenen Burg verband oder die Legende der Erklärung eines Ereignisses in der Geschichte der Familie diente.
Rundturm

Der runde Turm der Burg wurde im 15. Jahrhundert errichtet. Eine Verengung im Eingang zur Wendeltreppe verhinderte, dass zwei Angreifer gleichzeitig eindrangen. Der Kellereingang befindet sich am Fuß des Turms. Unter der Turmspitze befindet sich eine Wachstube, an deren Wänden noch Reste mittelalterlicher Wandmalereien zu sehen sind.
Ein weiterer erhaltener Eckturm aus dem 13. Jahrhundert ist nicht zugänglich; sein Eingang wurde vermauert.
Nebengebäude

Die Nebengebäude wurden gegen Ende des 16. Jahrhunderts erbaut und vor allem als Wirtschaftsgebäude genutzt. Die Halle westlich des Hauptportals zeigt heute im Erdgeschoss eine Dauerausstellung zur Geschichte des Schlosses und der Restaurierungsarbeiten. Das Obergeschoss dient als Kulturzentrum, in dem wechselnde Ausstellungen (Malerei, Skulpturen, Fotografie) und Theateraufführungen stattfinden.